# フィリップ・ピケット
フィリップ・ピケット（Philip Pickett, 1952年11月7日 - ）は、イギリスのリコーダー奏者、指揮者 。
ギルドホール音楽演劇学校でトランペットを学ぶ。トランペット奏者として活動を始めたが、アンソニー・ペインズの影響で古管楽器を演奏し始め、デイヴィッド・マンロウにリコーダーを師事する。母校で教鞭を取り、またアカデミー室内管弦楽団、イングリッシュ・コンソート等でリコーダー奏者を務めた。
1977年にニュー・ロンドン・コンソートを結成、『カルミナ・ブラーナ』、またミヒャエル・プレトリウスの『テルプシコーレ』など、中世音楽・ルネサンス音楽の優れた演奏で注目を集めたが、彼らのレパートリーは広く、ヴィヴァルディ、テレマン、J・S・バッハ、ブロウ他、バロック期にもさまざまなレパートリーを持っている。
音楽修辞学に深い関心を寄せ、また彼自身による解説も面白い。楽器編成もユニークである。ドライヴ感あふれる演奏で聞き手を魅了する。1997年からニュー・グローブ座の付属楽団であるミュージシャンズ・オブ・ザ・グローブの音楽監督である。
1970年代から1980年にかけてフォーク・ロックのグループ、アルビオン・ダンス・バンドにいて、ツアーや録音を行う他、映画やテレビの音楽にも積極的に参加し、ジャンルを超えて古楽器の魅力を伝えている。